# 马尔康报春
马尔康报春（学名：Primula moupinensis sp. barkamensis）为报春花科报春花属下的一个亚种。

## 扩展阅读
- 維基物種上的相關：马尔康报春